# Lemma van Urysohn
In de topologie, een deelgebied van de wiskunde, wordt het lemma van Urysohn vaak gebruikt om continue functies met verschillende eigenschappen op normale ruimten te construeren. Het lemma is breed toepasbaar, omdat alle metrische ruimtes en alle compacte Hausdorff-ruimten normaal zijn. Het lemma wordt veralgemeend door (en meestal gebruikt in het bewijs van) de uitbreidingsstelling van Tietze. 
Het lemma van Urysohn wordt soms wel het "eerste niet-triviale feit uit de puntenverzamelingtopologie" genoemd en is genoemd naar de Russische wiskundige Pavel Urysohn.

## Lemma
Een topologische ruimte {\displaystyle X} is dan en slechts dan normaal, als elk tweetal niet-lege, gesloten en disjuncte deelverzamelingen {\displaystyle A} en {\displaystyle B} van {\displaystyle X} door een functie gescheiden zijn.
Dat houdt in dat er een continue functie {\displaystyle f\colon X\to [0,1]} is waarvoor {\displaystyle f(A)=\{0\}} en {\displaystyle f(B)=\{1\}}.